# Rabobank 7-Dorpenomloop Aalburg
A Rabobank 7-Dorpenomloop Aalburg é uma competição de ciclismo feminina profissional por etapas neerlandesa que se disputa anualmente pelos arredores de Aalburg.
A corrida criou-se em 2007 e a partir de 2010 faz parte do calendário internacional feminino da UCI como corrida de categoria 1.2.
Desenvolve-se sobre um percurso de 120 km. A ciclista com mais laureada é Marianne Vos com um total de oito vitórias.

## Palmarés
| Ano  | Vencedor             | Segundo              | Terceiro                |
| ---- | -------------------- | -------------------- | ----------------------- |
| 2007 | Marianne Vos         | Oenone Wood          | Jaccolien Wallaard      |
| 2008 | Loes Markerink       | Elise van Hage       | Marianne Vos            |
| 2009 | Marianne Vos         | Loes Markerink       | Noortje Tabak           |
| 2010 | Marianne Vos         | Iris Slappendel      | Lucy Martin             |
| 2011 | Marianne Vos         | Annemiek van Vleuten | Kirsten Wild            |
| 2012 | Annemiek van Vleuten | Shelley Olds         | Amanda Spratt           |
| 2013 | Marianne Vos         | Liesbet De Vocht     | Emma Johansson          |
| 2014 | Marianne Vos         | Lucy van der Haar    | Emma Johansson          |
| 2015 | Chloe Hosking        | Marianne Vos         | Amy Pieters             |
| 2016 | Marianne Vos         | Lauren Kitchen       | Anouk Rijff             |
| 2017 | Marianne Vos         | Moniek Tenniglo      | Demi de Jong            |
| 2018 | Lorena Wiebes        | Jip van den Bos      | Marjolein van 't Geloof |

## Palmarés por países
| País          | Vitórias |
| ------------- | -------- |
| Países Baixos | 11       |
| Austrália     | 1        |